# Шведченко, Антон Антонович
Антон Антонович Шведченко (5 мая 1914, Екатеринослав — 12 марта 2004, Днепропетровск) — советский металлург, директор трубных заводов. Герой Социалистического Труда (1971).

## Биография
Окончил 7 классов Днепропетровской средней школы № 30 (1930) и вечернее отделение Днепропетровского металлургического института (1937).
В 1930—1937 годах — ученик слесаря, слесарь завода имени Карла Либкнехта. В 1937—1938 годах — курсант-одногодичник ВВС.
- 1938—1941 годах — начальник смены баллонного цеха Нижнеднепровского трубопрокатного завода имени Карла Либкнехта.
- 1941—1953 годах — начальник смены, заместитель начальника цеха на Первоуральском Новотрубном заводе.
- 1953—1961 годах — начальник трубопрокатного цеха № 2 на Никопольском южнотрубном заводе.
- 1961—1963 годах — директор Новомосковского трубного завода.
- 1963—1974 годах — директор Никопольского южнотрубного завода.
- 1974—1985 годах — снова директор Новомосковского трубного завода.

С 20 ноября 1985 года на пенсии.
Умер 12 марта 2004 года, похоронен в Днепропетровске.
Дочери:
- Тамара Антоновна Манько — профессор, доктор технических наук,
- Людмила Антоновна Шведченко — доктор медицинских наук.

## Награды
- 23 апреля 1971 года присвоено звание Героя Социалистического Труда.
- Награждён орденами Трудового Красного Знамени (1951 год), Ленина (1966 год), Октябрьской Революции (1977 год) и Дружбы народов (1984 год), 10 медалями.
- Лауреат Государственной премии СССР 1968 года и Государственной премии УССР в области науки и техники 1977 года.
- Заслуженный металлург УССР (1974).